# Alejandro Unzueta
José Alejandro Unzueta Shiriqui (Trinidad, Bolivia; 2 de enero de 1971) es un odontólogo y político boliviano que actualmente ocupa el alto cargo de gobernador del departamento del Beni desde el 3 de mayo de 2021 luego de su triunfo en las elecciones subnacionales de Bolivia de 2021, en las que participó en representación del partido político Movimiento tercer sistema (MTS), posteriormente independiente desde 2021.

## Biografía
Nació en la ciudad de Trinidad el 2 de enero de 1971. Es hijo de Gastón Unzueta y Clara Lourdes Shiriqui. Comenzó sus estudios primarios en 1976 en el Colegio la Salle y luego se trasladó a vivir a la ciudad de Sucre para terminar sus estudios secundarios en el liceo militar «Teniente Edmundo Andrade», saliendo bachiller de esa institución castrense el año 1988.
Continuo con sus estudios superiores ingresando a estudiar la carrera de odontología en la Universidad Autónoma Juan Misael Saracho (UAJMS) de la ciudad de Tarija, graduándose años después como odontólogo de profesión. Posteriormente realizaría especializaciones en la Universidad de Chile así como también obtuvo un diplomado internacional teórico-clínico en implantología oral avanzada de la Escuela Superior de Implantología de Barcelona, España. Se trasladó a vivir a la ciudad de Santa Cruz de la Sierra donde abrió su propia clínica privada denominada «OREST».

### Pandemia del COVID en 2020
Durante mayo del año 2020 y en plena Pandemia de COVID-19 en Bolivia, Alejandro Unzueta se trasladó a la ciudad de Trinidad y empezó a distribuir paquetes de medicamentos a la población trinitaria, dichas bolsitas contenían medicamentos como la Azitromicina (antibiótico bacteriostático), Indometacina (antiinflamatorio), Sulfametoxazol Trimetoprima (antibiótico) y Prednisona (corticoide de acción fuerte). Sin embargo, las entonces autoridades sanitarias bolivianas pertenecientes al gobierno de la presidenta Jeanine Áñez Chávez acusaron al todavía desconocido dentista Alejandro Unzueta de estar incitando a la gente a la automedicación y de atentar contra la salud pública de la población beniana por estar regalando dudosos medicamentos que no estaban certificados oficialmente por la comunidad médica científica como tratamientos aprobados para tratar el COVID-19.
Varias organizaciones científicas médicas del país, como la Sociedad Boliviana de Medicina de Terapia Intensiva, el Colegio de Médicos del Beni y la Sociedad Científica del Beni acusaron también a Alejandro Unzueta de estar intoxicando a la población beniana al entregar estos medicamentos de dudosa eficacia contra el COVID-19. Ante tales acusaciones, Unzueta respondió que solo había descubierto una «receta milagrosa» para combatir el Coronavirus de la siguiente manera:

«Son cuatro remedios (pastillas), cuatro ángeles celestiales que detienen la ira del cuarto apocalipsis, el que quiere creer que crea, la palabra está dicha y la fé ha sido encendida.»

«En vez de premiar al boliviano que descubrió una cura sencilla, lo que hacen es desmerecerlo porque soy dentista. Así la haya descubierto un jardinero, ¿cuál es el problema? Nació en Bolivia y es para la humanidad»
 Alejandro Unzueta  (Trinidad, Bolivia; 29 de mayo de 2020). 

### Elecciones subnacionales de 2021

#### Campaña electoral
El 18 de noviembre de 2020, Unzueta decide participar en las elecciones subnacionales de 2021 como candidato a gobernador del Departamento del Beni por el partido político del Movimiento Tercer Sistema (MTS).
El 2 de marzo de 2021, varios grupos opositores pidieron al Tribunal Electoral Departamental (TED) del Beni que inhabilite la candidatura de Alejandro Unzueta por no cumplir el requisito de haber residido al menos dos años previos a la elección en el departamento donde postula al cargo, como manda la norma electoral, argumentaban que Unzueta residía en la ciudad de Santa Cruz de la Sierra. Ante esta situación, Alejandro Unzueta señalaba que había votado en la ciudad de Trinidad durante las últimas elecciones nacionales de 2020 por lo que no existía ningún impedimento a su candidatura. Después de analizar la situación legal, el TED del Beni finalmente dio su veredicto final y falló a favor del candidato, declarándolo completamente habilitado para participar en las elecciones subnacionales del 7 de marzo, además el TED Beniano calificó de improbadas las tres demandas de inhabilitación que se interpusieron en contra de Unzueta.

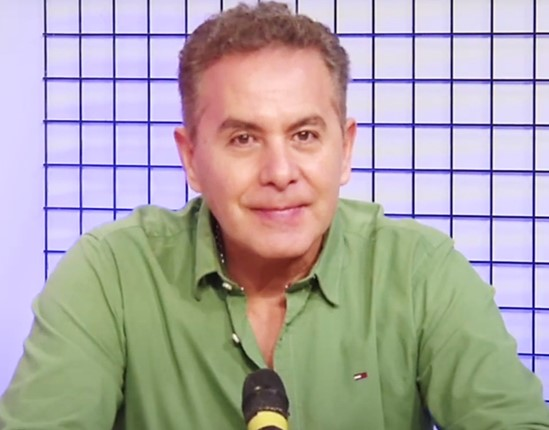
Gobernador del Departamento del Beni Alejandro Unzueta en marzo de 2025 en la ciudad de Santa Cruz de la Sierra en una entrevista con la cadena televisiva nacional Red PAT.

El 7 de marzo de 2021, Unzueta logró ganar las elecciones con el 41,75 % de la votación total, convirtiéndose de esa manera en gobernador electo del Departamento del Beni, superando a sus principales competidores como el exgobernador Alex Ferrier del partido MAS-IPSP que salió en segundo lugar con el 22,23 % de la votación y la ex presidenta Jeanine Áñez que salió en tercer lugar con su agrupación política «Ahora» con el 13,30 %, además de Fernando Aponte Larach que salió en cuarto lugar con su agrupación «Unidos Por el Beni».
En cuanto a su relación con el Gobierno del presidente Luis Arce Catacora, en una entrevista periodística, el ya gobernador electo Alejandro Unzueta señalaba que durante su gestión en ningún momento será un opositor al MAS-IPSP, diciendo lo siguiente:

«En ningún momento yo voy a ser opositor del Movimiento Al Socialismo. Luis Arce Catacora es nuestro presidente, entonces vamos más bien a ponernos a disposición para hacer proyectos concurrentes para mi región.»
Gobernador Electo Alejandro Unzueta Shiriqui (Trinidad, Bolivia; 11 de marzo de 2021). 

#### Gobernador del Beni (2021-actualidad)
Después de haber ganado las elecciones, el 31 de marzo de 2021, el Tribunal Electoral Departamental del Beni procedió a entregar la credencial a Alejandro Unzueta como gobernador electo del Departamento del Beni.
El 3 de mayo de 2021 y como manda la norma, la presidenta de la Asamblea Legislativa Departamental de Beni Cecilia Giraldo Justiniano del Movimiento al Socialismo (MAS-IPSP) procedió a posesionar al odontólogo Alejandro Unzueta de 50 años de edad como el Gobernador del Beni para el periodo 2021 - 2026.
Durante su primer discurso ya como autoridad, en el día de su juramento al cargo, Unzueta prometió al pueblo beniano mejorar la salud y convertir al Beni en un departamento productor, diciendo lo siguiente:

«Ya basta de politiquería, basta de colores políticos, unámonos en un solo color que es este verde que flamea en nuestra bandera y hagamos gestión por nuestro pueblo que está tan sumido en el subdesarrollo.»

«Yo utilizaré mis vínculos empresariales y nacionales para mejorar la salud, esa es nuestra misión, porque un pueblo sano es un pueblo que produce»
Gobernador Alejandro Unzueta Shiriqui (Trinidad, Bolivia; 3 de mayo de 2021). 

#### Incendio a la clínica dental «OREST»
El 28 de diciembre de 2022 (en vísperas de año nuevo), el gobierno del presidente Luis Arce Catacora a través de la policía boliviana decidió finalmente (luego de 3 años) aprehender al gobernador del Departamento de Santa Cruz Luis Fernando Camacho por los acontecimientos sucedidos durante la grave crisis política de noviembre de 2019 que derivaron en la renuncia a la presidencia de Evo Morales Ayma. Esta medida gubernamental generó varias protestas, paros y bloqueos por parte de la población cruceña que pedía la liberación inmediata de su gobernador Camacho, las cuales se tornaron violentas con la destrucción e incendio de algunas instituciones públicas del estado boliviano. Es en ese marco que durante la noche del 3 de enero de 2023 un grupo de personas encapuchadas y con el rostro cubierto, lograron ingresar de forma violenta a la clínica dental "Orest" (de propiedad del gobernador Alejandro Unzueta) ubicada en la ciudad de Santa Cruz de la Sierra y procedieron a destruirla, lanzando varios artefactos explosivos que tuvieron como inmediata consecuencia el incendio de las instalaciones.
El fuego rápidamente se expandió por todo el edificio y alcanzó a varios ambientes hasta que finalmente llegaron los bomberos, que lamentablemente ya no pudieron evitar los daños en la infraestructura y solo procedieron nomás a realizar labores de enfriamiento. El gobernador Alejandro Unzueta denunció dicho ataque ante toda la opinión pública del país, señalando lo siguiente:

"Destruyeron el trabajo de años de toda una familia por causa de personas que al mismo estilo de demonios sembraron injurias y mentiras por el solo hecho de no pertenecer a ningún partido político, y solo dedicarnos a ayudar al prójimo y reconstruir nuestra institución (Gobernación del Beni) que la dejaron quebrada y todo esto por el simple hecho de no meternos (como Departamento del Beni) en una guerra política que solo está provocando odio y división entre los bolivianos"
Gobernador del Departamento del Beni Alejandro Unzueta (Trinidad, Bolivia; 4 de enero de 2023). 